# Matinera bigotuda
La matinera bigotuda (Malacopteron magnirostre) és un ocell de la família dels pel·lorneids (Pellorneidae).

## Hàbitat i distribució
Habita boscos i vegetació secundària de les terres baixes a la Península Malaia i les illes Tioman, Sumatra, Mursala, Lingga, Borneo i Anambas.